# 1774
Portal Geschichte | Portal Biografien | Aktuelle Ereignisse | Jahreskalender | Tagesartikel

◄ |
17. Jahrhundert |
18. Jahrhundert
| 19. Jahrhundert | ►

◄ |
1740er |
1750er |
1760er |
1770er
| 1780er | 1790er | 1800er | ►

◄◄ |
◄ |
1770 |
1771 |
1772 |
1773 |
1774
| 1775 | 1776 | 1777 | 1778 | ► | ►►
Staatsoberhäupter  · Nekrolog · Kunstjahr · Literaturjahr · Musikjahr
| Januar | Januar | Januar | Januar | Januar | Januar | Januar | Januar |
| Kw     | Mo     | Di     | Mi     | Do     | Fr     | Sa     | So     |
| ------ | ------ | ------ | ------ | ------ | ------ | ------ | ------ |
| 52     |        |        |        |        |        | 1      | 2      |
| 1      | 3      | 4      | 5      | 6      | 7      | 8      | 9      |
| 2      | 10     | 11     | 12     | 13     | 14     | 15     | 16     |
| 3      | 17     | 18     | 19     | 20     | 21     | 22     | 23     |
| 4      | 24     | 25     | 26     | 27     | 28     | 29     | 30     |
| 5      | 31     |        |        |        |        |        |        |

| Februar | Februar | Februar | Februar | Februar | Februar | Februar | Februar |
| Kw      | Mo      | Di      | Mi      | Do      | Fr      | Sa      | So      |
| ------- | ------- | ------- | ------- | ------- | ------- | ------- | ------- |
| 5       |         | 1       | 2       | 3       | 4       | 5       | 6       |
| 6       | 7       | 8       | 9       | 10      | 11      | 12      | 13      |
| 7       | 14      | 15      | 16      | 17      | 18      | 19      | 20      |
| 8       | 21      | 22      | 23      | 24      | 25      | 26      | 27      |
| 9       | 28      |         |         |         |         |         |         |

| März | März | März | März | März | März | März | März |
| Kw   | Mo   | Di   | Mi   | Do   | Fr   | Sa   | So   |
| ---- | ---- | ---- | ---- | ---- | ---- | ---- | ---- |
| 9    |      | 1    | 2    | 3    | 4    | 5    | 6    |
| 10   | 7    | 8    | 9    | 10   | 11   | 12   | 13   |
| 11   | 14   | 15   | 16   | 17   | 18   | 19   | 20   |
| 12   | 21   | 22   | 23   | 24   | 25   | 26   | 27   |
| 13   | 28   | 29   | 30   | 31   |      |      |      |

| April | April | April | April | April | April | April | April |
| Kw    | Mo    | Di    | Mi    | Do    | Fr    | Sa    | So    |
| ----- | ----- | ----- | ----- | ----- | ----- | ----- | ----- |
| 13    |       |       |       |       | 1     | 2     | 3     |
| 14    | 4     | 5     | 6     | 7     | 8     | 9     | 10    |
| 15    | 11    | 12    | 13    | 14    | 15    | 16    | 17    |
| 16    | 18    | 19    | 20    | 21    | 22    | 23    | 24    |
| 17    | 25    | 26    | 27    | 28    | 29    | 30    |       |

| Mai | Mai | Mai | Mai | Mai | Mai | Mai | Mai |
| Kw  | Mo  | Di  | Mi  | Do  | Fr  | Sa  | So  |
| --- | --- | --- | --- | --- | --- | --- | --- |
| 17  |     |     |     |     |     |     | 1   |
| 18  | 2   | 3   | 4   | 5   | 6   | 7   | 8   |
| 19  | 9   | 10  | 11  | 12  | 13  | 14  | 15  |
| 20  | 16  | 17  | 18  | 19  | 20  | 21  | 22  |
| 21  | 23  | 24  | 25  | 26  | 27  | 28  | 29  |
| 22  | 30  | 31  |     |     |     |     |     |

| Juni | Juni | Juni | Juni | Juni | Juni | Juni | Juni |
| Kw   | Mo   | Di   | Mi   | Do   | Fr   | Sa   | So   |
| ---- | ---- | ---- | ---- | ---- | ---- | ---- | ---- |
| 22   |      |      | 1    | 2    | 3    | 4    | 5    |
| 23   | 6    | 7    | 8    | 9    | 10   | 11   | 12   |
| 24   | 13   | 14   | 15   | 16   | 17   | 18   | 19   |
| 25   | 20   | 21   | 22   | 23   | 24   | 25   | 26   |
| 26   | 27   | 28   | 29   | 30   |      |      |      |

| Juli | Juli | Juli | Juli | Juli | Juli | Juli | Juli |
| Kw   | Mo   | Di   | Mi   | Do   | Fr   | Sa   | So   |
| ---- | ---- | ---- | ---- | ---- | ---- | ---- | ---- |
| 26   |      |      |      |      | 1    | 2    | 3    |
| 27   | 4    | 5    | 6    | 7    | 8    | 9    | 10   |
| 28   | 11   | 12   | 13   | 14   | 15   | 16   | 17   |
| 29   | 18   | 19   | 20   | 21   | 22   | 23   | 24   |
| 30   | 25   | 26   | 27   | 28   | 29   | 30   | 31   |

| August | August | August | August | August | August | August | August |
| Kw     | Mo     | Di     | Mi     | Do     | Fr     | Sa     | So     |
| ------ | ------ | ------ | ------ | ------ | ------ | ------ | ------ |
| 31     | 1      | 2      | 3      | 4      | 5      | 6      | 7      |
| 32     | 8      | 9      | 10     | 11     | 12     | 13     | 14     |
| 33     | 15     | 16     | 17     | 18     | 19     | 20     | 21     |
| 34     | 22     | 23     | 24     | 25     | 26     | 27     | 28     |
| 35     | 29     | 30     | 31     |        |        |        |        |

| September | September | September | September | September | September | September | September |
| Kw        | Mo        | Di        | Mi        | Do        | Fr        | Sa        | So        |
| --------- | --------- | --------- | --------- | --------- | --------- | --------- | --------- |
| 35        |           |           |           | 1         | 2         | 3         | 4         |
| 36        | 5         | 6         | 7         | 8         | 9         | 10        | 11        |
| 37        | 12        | 13        | 14        | 15        | 16        | 17        | 18        |
| 38        | 19        | 20        | 21        | 22        | 23        | 24        | 25        |
| 39        | 26        | 27        | 28        | 29        | 30        |           |           |

| Oktober | Oktober | Oktober | Oktober | Oktober | Oktober | Oktober | Oktober |
| Kw      | Mo      | Di      | Mi      | Do      | Fr      | Sa      | So      |
| ------- | ------- | ------- | ------- | ------- | ------- | ------- | ------- |
| 39      |         |         |         |         |         | 1       | 2       |
| 40      | 3       | 4       | 5       | 6       | 7       | 8       | 9       |
| 41      | 10      | 11      | 12      | 13      | 14      | 15      | 16      |
| 42      | 17      | 18      | 19      | 20      | 21      | 22      | 23      |
| 43      | 24      | 25      | 26      | 27      | 28      | 29      | 30      |
| 44      | 31      |         |         |         |         |         |         |

| November | November | November | November | November | November | November | November |
| Kw       | Mo       | Di       | Mi       | Do       | Fr       | Sa       | So       |
| -------- | -------- | -------- | -------- | -------- | -------- | -------- | -------- |
| 44       |          | 1        | 2        | 3        | 4        | 5        | 6        |
| 45       | 7        | 8        | 9        | 10       | 11       | 12       | 13       |
| 46       | 14       | 15       | 16       | 17       | 18       | 19       | 20       |
| 47       | 21       | 22       | 23       | 24       | 25       | 26       | 27       |
| 48       | 28       | 29       | 30       |          |          |          |          |

| Dezember | Dezember | Dezember | Dezember | Dezember | Dezember | Dezember | Dezember |
| Kw       | Mo       | Di       | Mi       | Do       | Fr       | Sa       | So       |
| -------- | -------- | -------- | -------- | -------- | -------- | -------- | -------- |
| 48       |          |          |          | 1        | 2        | 3        | 4        |
| 49       | 5        | 6        | 7        | 8        | 9        | 10       | 11       |
| 50       | 12       | 13       | 14       | 15       | 16       | 17       | 18       |
| 51       | 19       | 20       | 21       | 22       | 23       | 24       | 25       |
| 52       | 26       | 27       | 28       | 29       | 30       | 31       |          |

| Januar | Januar | Januar | Januar | Januar | Januar | Januar | Januar |
| Kw     | Mo     | Di     | Mi     | Do     | Fr     | Sa     | So     |
| ------ | ------ | ------ | ------ | ------ | ------ | ------ | ------ |
| 52     |        |        |        |        |        | 1      | 2      |
| 1      | 3      | 4      | 5      | 6      | 7      | 8      | 9      |
| 2      | 10     | 11     | 12     | 13     | 14     | 15     | 16     |
| 3      | 17     | 18     | 19     | 20     | 21     | 22     | 23     |
| 4      | 24     | 25     | 26     | 27     | 28     | 29     | 30     |
| 5      | 31     |        |        |        |        |        |        |

| Februar | Februar | Februar | Februar | Februar | Februar | Februar | Februar |
| Kw      | Mo      | Di      | Mi      | Do      | Fr      | Sa      | So      |
| ------- | ------- | ------- | ------- | ------- | ------- | ------- | ------- |
| 5       |         | 1       | 2       | 3       | 4       | 5       | 6       |
| 6       | 7       | 8       | 9       | 10      | 11      | 12      | 13      |
| 7       | 14      | 15      | 16      | 17      | 18      | 19      | 20      |
| 8       | 21      | 22      | 23      | 24      | 25      | 26      | 27      |
| 9       | 28      |         |         |         |         |         |         |

| März | März | März | März | März | März | März | März |
| Kw   | Mo   | Di   | Mi   | Do   | Fr   | Sa   | So   |
| ---- | ---- | ---- | ---- | ---- | ---- | ---- | ---- |
| 9    |      | 1    | 2    | 3    | 4    | 5    | 6    |
| 10   | 7    | 8    | 9    | 10   | 11   | 12   | 13   |
| 11   | 14   | 15   | 16   | 17   | 18   | 19   | 20   |
| 12   | 21   | 22   | 23   | 24   | 25   | 26   | 27   |
| 13   | 28   | 29   | 30   | 31   |      |      |      |

| April | April | April | April | April | April | April | April |
| Kw    | Mo    | Di    | Mi    | Do    | Fr    | Sa    | So    |
| ----- | ----- | ----- | ----- | ----- | ----- | ----- | ----- |
| 13    |       |       |       |       | 1     | 2     | 3     |
| 14    | 4     | 5     | 6     | 7     | 8     | 9     | 10    |
| 15    | 11    | 12    | 13    | 14    | 15    | 16    | 17    |
| 16    | 18    | 19    | 20    | 21    | 22    | 23    | 24    |
| 17    | 25    | 26    | 27    | 28    | 29    | 30    |       |

| Mai | Mai | Mai | Mai | Mai | Mai | Mai | Mai |
| Kw  | Mo  | Di  | Mi  | Do  | Fr  | Sa  | So  |
| --- | --- | --- | --- | --- | --- | --- | --- |
| 17  |     |     |     |     |     |     | 1   |
| 18  | 2   | 3   | 4   | 5   | 6   | 7   | 8   |
| 19  | 9   | 10  | 11  | 12  | 13  | 14  | 15  |
| 20  | 16  | 17  | 18  | 19  | 20  | 21  | 22  |
| 21  | 23  | 24  | 25  | 26  | 27  | 28  | 29  |
| 22  | 30  | 31  |     |     |     |     |     |

| Juni | Juni | Juni | Juni | Juni | Juni | Juni | Juni |
| Kw   | Mo   | Di   | Mi   | Do   | Fr   | Sa   | So   |
| ---- | ---- | ---- | ---- | ---- | ---- | ---- | ---- |
| 22   |      |      | 1    | 2    | 3    | 4    | 5    |
| 23   | 6    | 7    | 8    | 9    | 10   | 11   | 12   |
| 24   | 13   | 14   | 15   | 16   | 17   | 18   | 19   |
| 25   | 20   | 21   | 22   | 23   | 24   | 25   | 26   |
| 26   | 27   | 28   | 29   | 30   |      |      |      |

| Juli | Juli | Juli | Juli | Juli | Juli | Juli | Juli |
| Kw   | Mo   | Di   | Mi   | Do   | Fr   | Sa   | So   |
| ---- | ---- | ---- | ---- | ---- | ---- | ---- | ---- |
| 26   |      |      |      |      | 1    | 2    | 3    |
| 27   | 4    | 5    | 6    | 7    | 8    | 9    | 10   |
| 28   | 11   | 12   | 13   | 14   | 15   | 16   | 17   |
| 29   | 18   | 19   | 20   | 21   | 22   | 23   | 24   |
| 30   | 25   | 26   | 27   | 28   | 29   | 30   | 31   |

| August | August | August | August | August | August | August | August |
| Kw     | Mo     | Di     | Mi     | Do     | Fr     | Sa     | So     |
| ------ | ------ | ------ | ------ | ------ | ------ | ------ | ------ |
| 31     | 1      | 2      | 3      | 4      | 5      | 6      | 7      |
| 32     | 8      | 9      | 10     | 11     | 12     | 13     | 14     |
| 33     | 15     | 16     | 17     | 18     | 19     | 20     | 21     |
| 34     | 22     | 23     | 24     | 25     | 26     | 27     | 28     |
| 35     | 29     | 30     | 31     |        |        |        |        |

| September | September | September | September | September | September | September | September |
| Kw        | Mo        | Di        | Mi        | Do        | Fr        | Sa        | So        |
| --------- | --------- | --------- | --------- | --------- | --------- | --------- | --------- |
| 35        |           |           |           | 1         | 2         | 3         | 4         |
| 36        | 5         | 6         | 7         | 8         | 9         | 10        | 11        |
| 37        | 12        | 13        | 14        | 15        | 16        | 17        | 18        |
| 38        | 19        | 20        | 21        | 22        | 23        | 24        | 25        |
| 39        | 26        | 27        | 28        | 29        | 30        |           |           |

| Oktober | Oktober | Oktober | Oktober | Oktober | Oktober | Oktober | Oktober |
| Kw      | Mo      | Di      | Mi      | Do      | Fr      | Sa      | So      |
| ------- | ------- | ------- | ------- | ------- | ------- | ------- | ------- |
| 39      |         |         |         |         |         | 1       | 2       |
| 40      | 3       | 4       | 5       | 6       | 7       | 8       | 9       |
| 41      | 10      | 11      | 12      | 13      | 14      | 15      | 16      |
| 42      | 17      | 18      | 19      | 20      | 21      | 22      | 23      |
| 43      | 24      | 25      | 26      | 27      | 28      | 29      | 30      |
| 44      | 31      |         |         |         |         |         |         |

| November | November | November | November | November | November | November | November |
| Kw       | Mo       | Di       | Mi       | Do       | Fr       | Sa       | So       |
| -------- | -------- | -------- | -------- | -------- | -------- | -------- | -------- |
| 44       |          | 1        | 2        | 3        | 4        | 5        | 6        |
| 45       | 7        | 8        | 9        | 10       | 11       | 12       | 13       |
| 46       | 14       | 15       | 16       | 17       | 18       | 19       | 20       |
| 47       | 21       | 22       | 23       | 24       | 25       | 26       | 27       |
| 48       | 28       | 29       | 30       |          |          |          |          |

| Dezember | Dezember | Dezember | Dezember | Dezember | Dezember | Dezember | Dezember |
| Kw       | Mo       | Di       | Mi       | Do       | Fr       | Sa       | So       |
| -------- | -------- | -------- | -------- | -------- | -------- | -------- | -------- |
| 48       |          |          |          | 1        | 2        | 3        | 4        |
| 49       | 5        | 6        | 7        | 8        | 9        | 10       | 11       |
| 50       | 12       | 13       | 14       | 15       | 16       | 17       | 18       |
| 51       | 19       | 20       | 21       | 22       | 23       | 24       | 25       |
| 52       | 26       | 27       | 28       | 29       | 30       | 31       |          |

## Ereignisse

### Politik und Weltgeschehen

#### England und seine Amerikanischen Kolonien

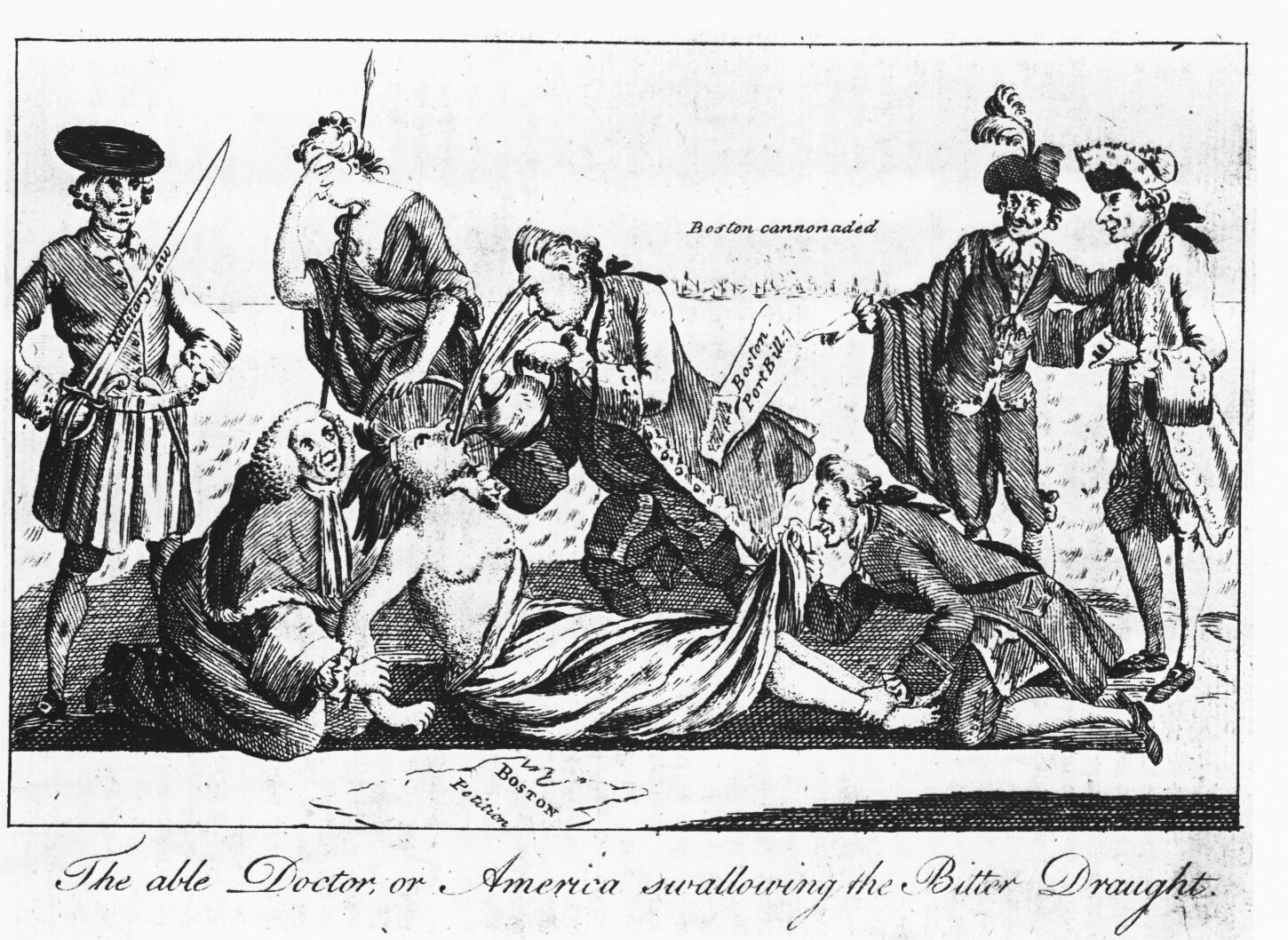
Vergewaltigung der Personifizierung Bostons durch die Briten, Karikatur von Paul Revere

- 1. Juni: Als englische Reaktion auf die Boston Tea Party tritt durch den am 31. März vom Parlament beschlossenen Boston Port Act die  Sperre des Hafens von Boston in Kraft. Im Laufe des Jahres werden weitere in den 13 Amerikanischen Kolonien so genannte Intolerable Acts verfügt. Der Massachusetts Government Act vom 20. Mai verbietet Versammlungen in den Städten und widerruft die Gründungsurkunde der Kolonie. Der gleichzeitig erlassene Administration of Justice Act 1774 entzieht britische Beamte der kolonialen Gerichtsbarkeit.
- 2. Juni: Das Parlament in Großbritannien beschließt den zweiten Quartering Act, nach dem englische Truppen in Privathäusern der Britischen Kolonien einquartiert werden können.

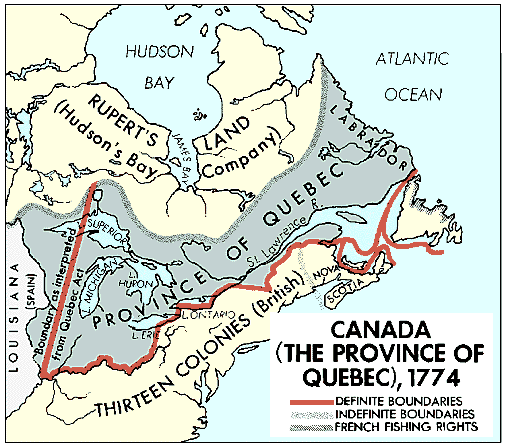
Provinz Quebec 1774

- 22. Juni: Der englische König genehmigt den Quebec Act, mit dem praktisch das gesamte Hinterland der Kolonien der Provinz Quebec angeschlossen werden soll. Der Gouverneur der Provinz wird von der Britischen Krone ernannt. Zugleich garantiert das Gesetz den Anhängern der katholischen Konfession freie Religionsausübung. Die Intolerable Acts führen zu Widerstand nicht nur in Massachusetts, sondern auch in anderen Kolonien.
- 1. September: Powder-Alarm in Massachusetts
- 5. September: Der erste Kontinentalkongress, eine Versammlung von Delegierten der regionalen Volksvertretungen der Dreizehn Kolonien in Britisch-Nordamerika, formiert sich auf Initiative der Kolonie Virginia.

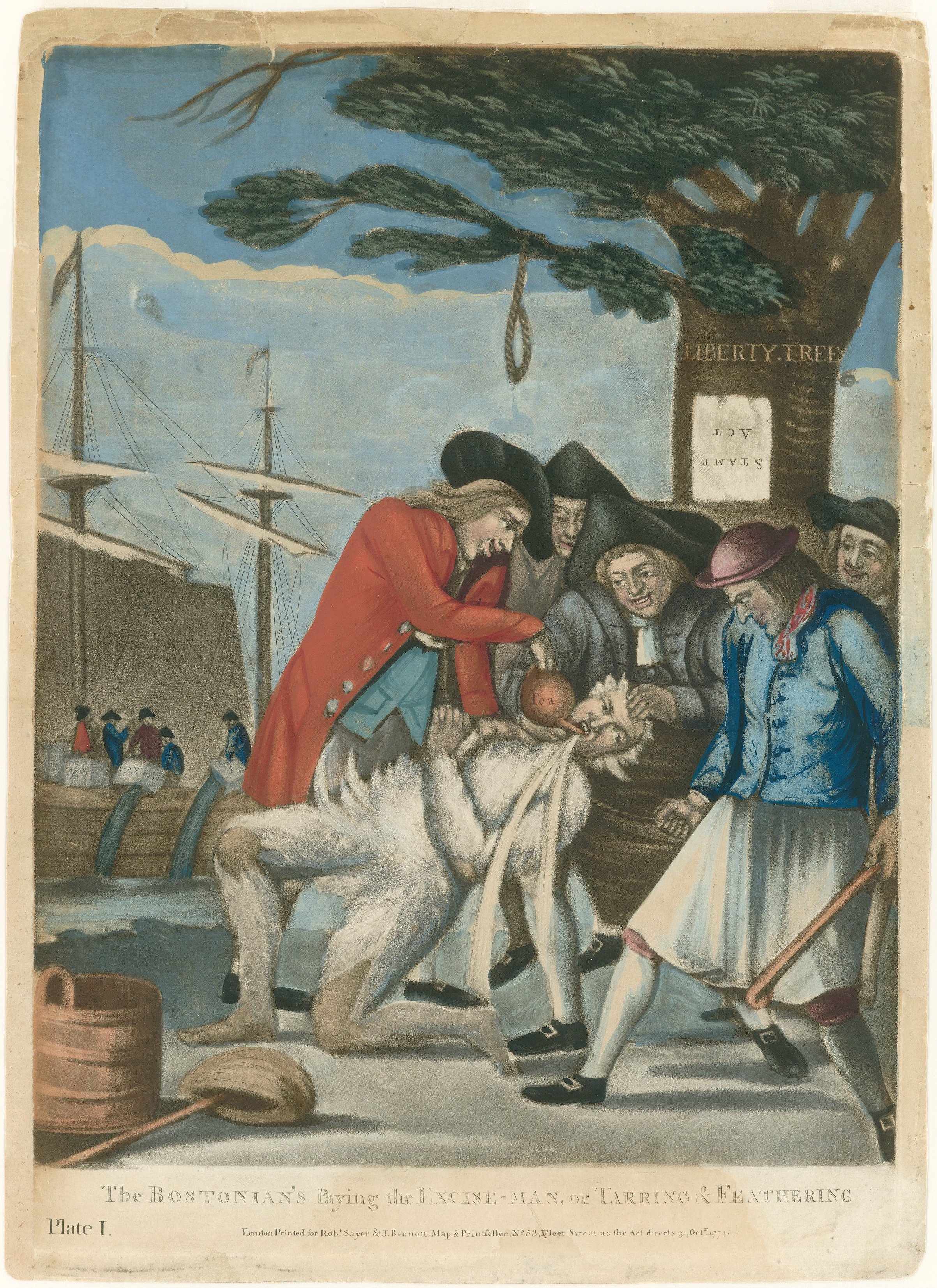
Die Bürger Bostons „bezahlen“ den Steuereintreiber, Karikatur von Paul Revere

- 1. Dezember: In den dreizehn Kolonien in Nordamerika beginnt der Boykott von britischen Waren, den der erste Kontinentalkongress mit den Assoziationsartikeln vom 20. Oktober beschlossen hat.
- Connecticut und Rhode Island verbieten die Fortsetzung der Einfuhr von Sklaven. Kaufleute aus diesen beiden Kolonien verkaufen jedoch weiterhin Sklaven in andere Kolonien.

#### Vizekönigreich Neuspanien

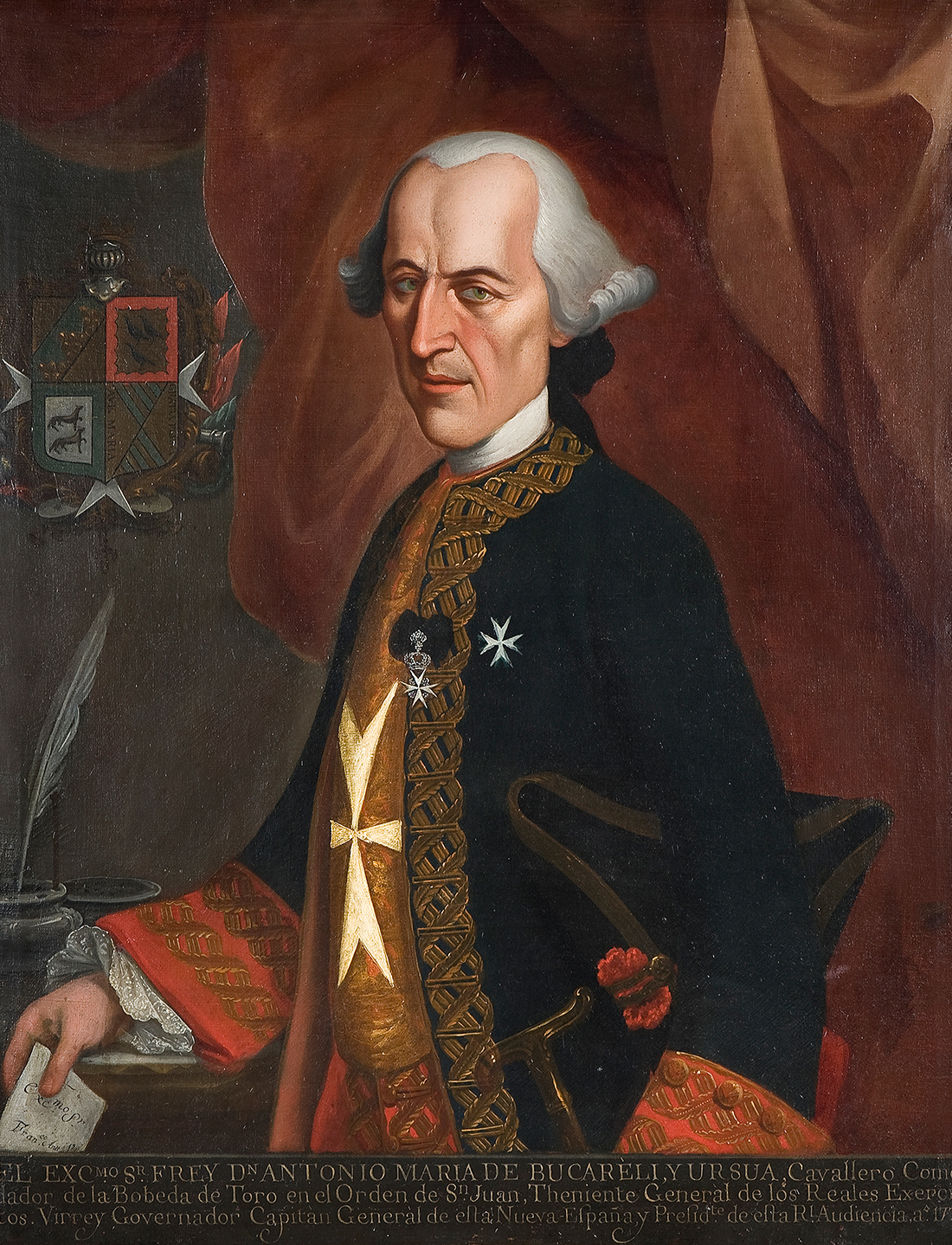
Antonio María de Bucareli y Ursúa

- Vizekönig Antonio María de Bucareli y Ursúa, im Amt seit 1771, entsendet mehrere Expeditionen nach Norden, um Kalifornien für die spanische Krone in Besitz zu nehmen.
- Juan Bautista de Anza leitet Anfang des Jahres eine kleine Expedition von Tubac (heute in Arizona) über den Colorado River bei Yuma und weiter zum Pazifischen Ozean. Entlang der Küste stößt er bis zur Bucht von San Francisco vor.
- 25. Januar: Der Seefahrer Juan José Pérez Hernández verlässt mit seinem Schiff Santiago den Ort San Blas an der mexikanischen Pazifikküste und segelt Richtung Norden. Er hat den Auftrag, die noch nie von Spaniern beanspruchten Gebiete zu erforschen und dabei bis zum 60° nördlicher Breite (heute Alaska) vorzustoßen. Dabei soll er die dort lebenden Ureinwohner mit Respekt behandeln, und mit ihnen freundschaftliche Beziehungen anknüpfen. Zugleich soll er mögliche russische Ansiedlungen melden. In Monterey macht er Pause und segelt erst im Juni weiter nordwärts. Im Juli erreichte das Schiff Langara Island, eine der Haida-Gwaii-Inseln, doch wagt er nicht, mit den dortigen Haida in direkten Kontakt zu treten. Dennoch kommt es zum Austausch von Kupfer und Pelzen. Obwohl er damit nur 54°40' erreicht hat, zwingen ihn der schlechte Gesundheitszustand seiner Mannschaft und Proviantmangel, vor allem aber das Wetter zur Umkehr.

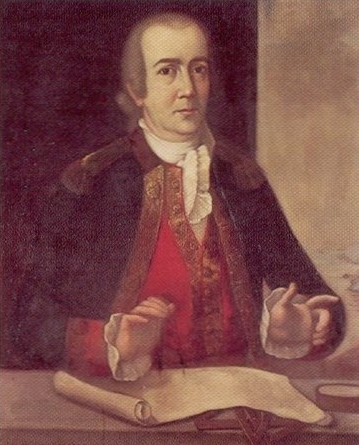
Porträt des ersten Offiziers Esteban José Martinez

- Auf dem Rückweg erreicht Juan José Pérez Hernández am 7. August den Nootka-Sund, eine inselreiche Bucht an der Westküste von Vancouver Island, die er Surgidero de San Lorenzo nennt. Hier gelingt ihm zum ersten Mal eine Kontaktaufnahme mit den dort ansässigen Mowachaht. Seinem zweiten Offizier, Esteban José Martínez werden bei dieser Gelegenheit Silberlöffel entwendet, die James Cook vier Jahre später zum Nachweis dienen, dass bereits Spanier in der Gegend gewesen sind. Weiter südwärts erreicht er das Küstengebiet des späteren Bundesstaats Washington sichtet den verschneiten Mount Olympus, dem er den Namen Cerro Nevada de Santa Rosalia gibt. Schließlich segelt er zurück nach Monterey, das er am 28. August erreicht, um schließlich am 5. November nach San Blas zurückzukehren.
- Pedro Fages wird als Gouverneur von Oberkalifornien durch Fernando Rivera y Moncada ersetzt. Dieser zieht kurz darauf von Monterey nach Norden und erreicht am 4. Dezember die Spitze der Landzunge am Golden Gate, wo er ein Holzkreuz errichtet. An der Stelle wird zwei Jahre später der Militärstützpunkt Presidio gegründet.

#### Russisches Reich / Osmanisches Reich

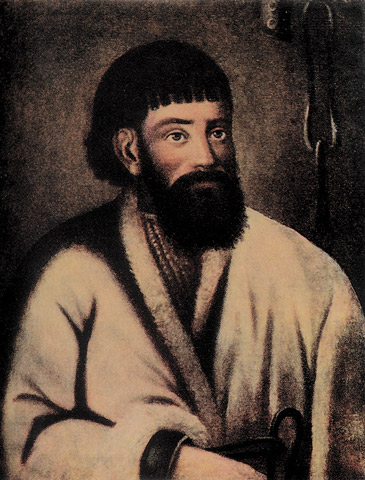
Porträt des Jemeljan Iwanowitsch Pugatschow

- Anfang des Jahres befindet sich der Pugatschow-Aufstand in Russland auf dem Höhepunkt. Ab Mitte Januar verschlechtert sich jedoch die militärische Situation Pugatschows und seiner Kosaken. Die Truppen des neuen Oberbefehlshabers General Alexander Iljitsch Bibikow starten eine Offensive von den Ufern der Wolga nach Osten, unterdrücken zahlreiche Widerstandszenter der Aufständischen und nähern sich dann Orenburg, das seit Oktober von den Aufständischen belagert wird.

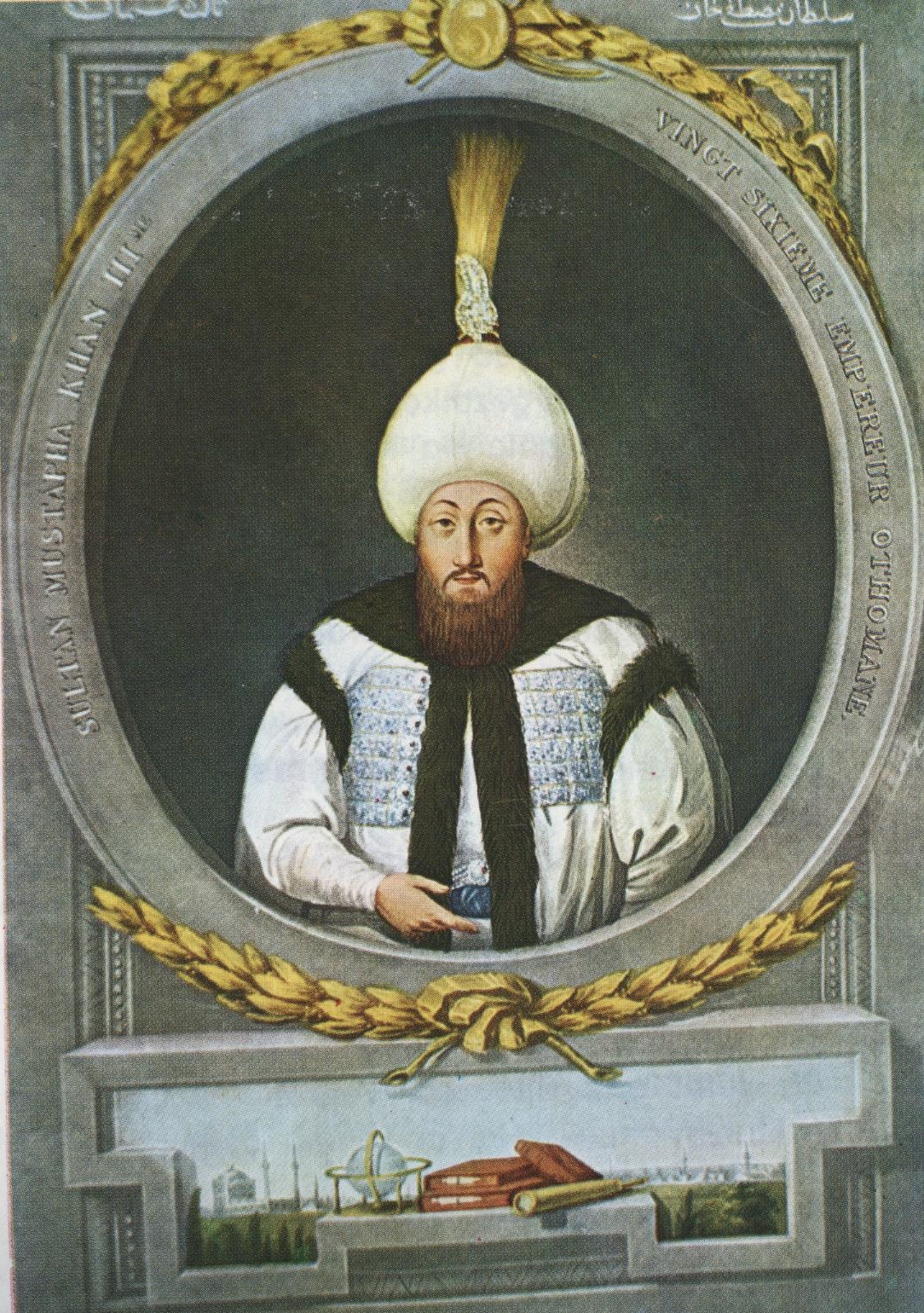
Sultan Mustafa III.

- 21. Januar: Mustafa III., Sultan des in einer schweren Finanzkrise befindlichen Osmanischen Reichs stirbt. Ihm folgt sein Bruder Abdülhamid I. auf den Thron. Dieser hat die meiste Zeit seines Lebens im Kafes des Topkapı-Palast eingesperrt verbracht. Infolge der langen Gefangenschaft und seiner politischen Unerfahrenheit überlässt er den Großwesiren die eigentliche Führung der Regierungsgeschäfte. Abdülhamids Regierungsbeginn fällt in die Endphase eines Krieges gegen das Russische Reich.
- Bibikows Strafarmee besiegt am 22. März die Armee von Pugatschow bei der Festung Tatischtschew und zehn Tage später in einer weiteren Schlacht an der Sakmara. Pugatschow kann jedoch mit etwa dreihundert Reitern entkommen und rekrutiert in den nächsten Monaten eine neue Armee.
- 21. Juli: Der Friede von Küçük Kaynarca beendet den seit 1768 währenden Russisch-Türkischen Krieg. Sultan Abdülhamid I. erkennt seine Niederlage an. Das Osmanische Reich muss die Große und Kleine Kabardei im Kaukasus, die Stadt Asow, die Seefestungen Kertsch, Jenikale und Kinburn sowie das Gebiet zwischen Südlicher Bug und Dnepr an der Mündung des letzteren Flusses an das von Kaiserin Katharina II. regierte Russische Kaiserreich abtreten. Dieses wird somit die bedeutendste Seemacht am Schwarzen Meer. Das Krim-Khanat wird für einige Jahre unabhängig. Gleichzeitig erhält Österreich die Bukowina „als Dank für seine Vermittlungsbemühungen“.
- 8. September: Jemeljan Pugatschow wird von einer Gruppe seiner Kosaken gefangen genommen und in der Nacht zum 15. September den kaiserlichen Behörden übergeben.

### Erstes Halbjahr

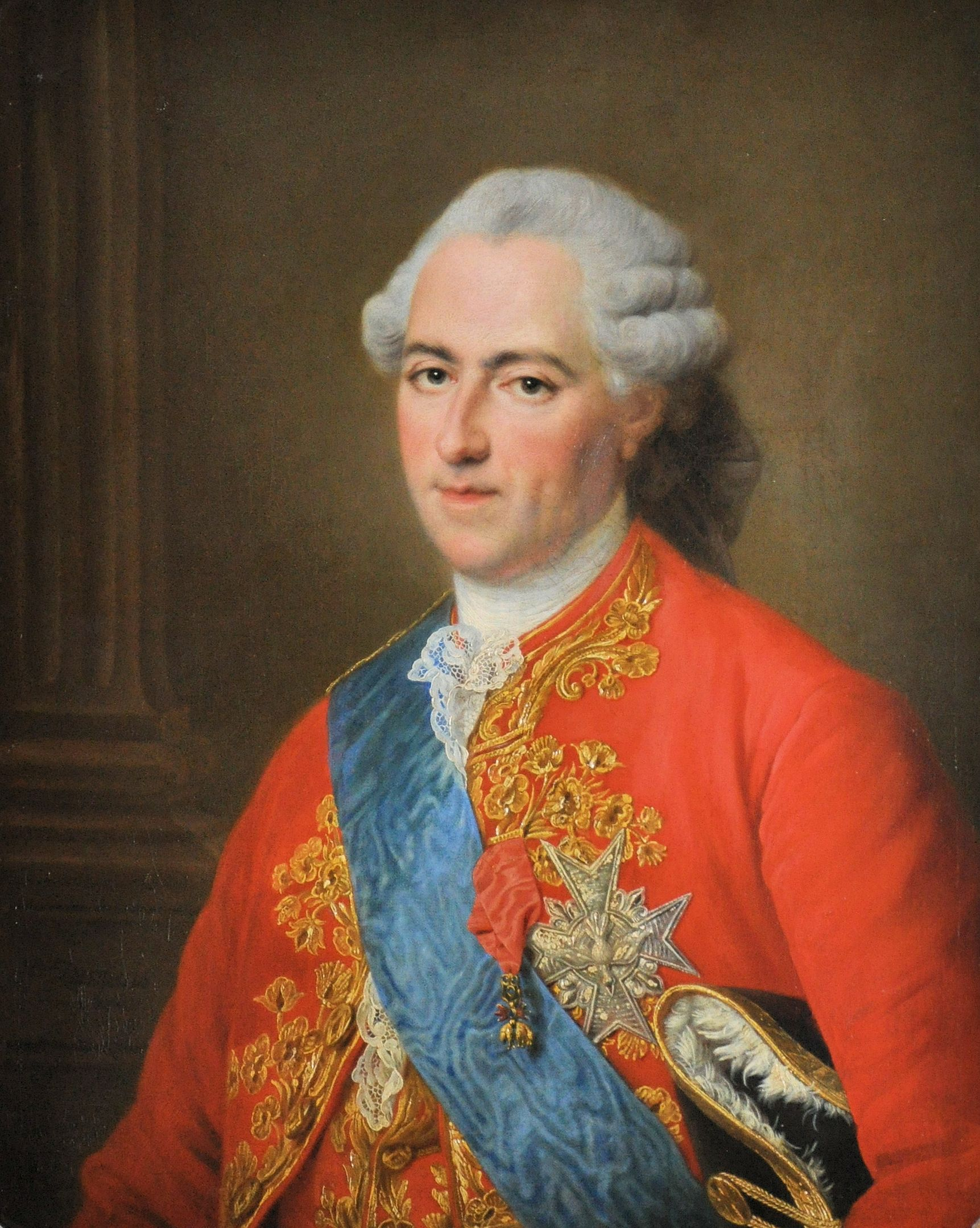
Ludwig XV., 1773

#### Frankreich
- 10. Mai: Mit dem Tod seines Großvaters Ludwig XV. wird Ludwig XVI. König von Frankreich und Navarra. Er ernennt den 73-jährigen Jean-Frédéric Phélypeaux, comte de Maurepas, der unter Ludwig XV. in Ungnade gefallen ist, zum leitenden Staatsminister. Anne Robert Jacques Turgot wird im August zum Generalkontrolleur der zerrütteten Finanzen des Königreichs berufen.

#### Heiliges Römisches Reich

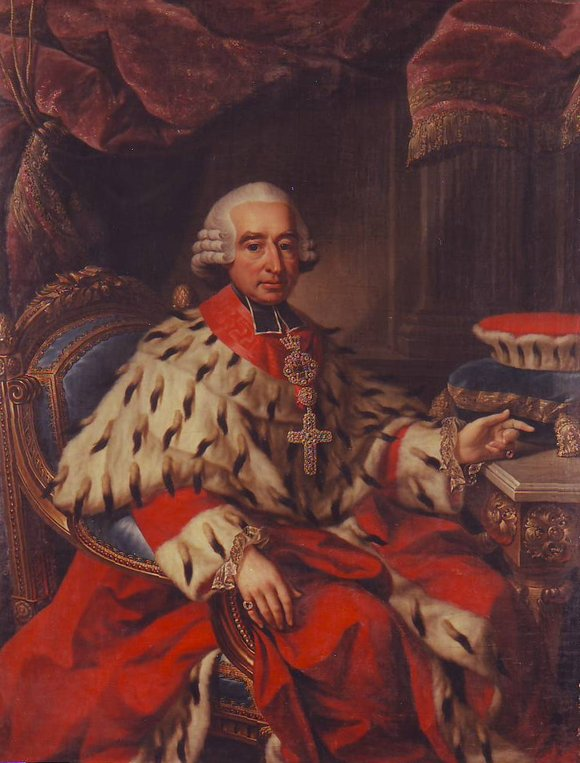
Friedrich Karl Joseph von Erthal, Erzbischof und Kurfürst von Mainz

- 18. Juli: Friedrich Karl Joseph von Erthal wird Erzbischof von Mainz und damit gleichzeitig Kurfürst. Er folgt dem verstorbenen Emmerich Joseph von Breidbach zu Bürresheim. Von Erthal ist der letzte dauerhafte Kurfürst von Mainz. Sein Nachfolger Karl Theodor von Dalberg wird dieses Amt nur noch kurzfristig ausüben.

#### Afrika
- Kpengla folgt dem verstorbenen Tegbesu als König von Dahomey im heutigen Benin.

#### Asien
- Kawila, König von Lan Na, bittet das Königreich Siam unter Taksin um Unterstützung gegen die Birmanen. Dessen Truppen gelingt am 14. Februar die Eroberung von Lan Nas Hauptstadt Chiang Mai. Lan Na gerät damit unter die Suzeränität Thailands.

#### Australien und Ozeanien
- 11. Januar: James Cook, begibt sich auf seiner zweiten Reise in die Südsee mit der Resolution ein letztes Mal auf die Suche nach der legendären Terra Australis und wendet sich im Pazifik neuerlich südwärts, zum Entsetzen der Mannschaft, die sich bereits auf der Heimreise gewähnt hat. Am 30. Januar erreicht er den südlichsten Punkt der Reise, 71° 10' S, 106° 54' W, und beendet den Vorstoß im Wissen, dass auch dort kein größeres Land sein könne.

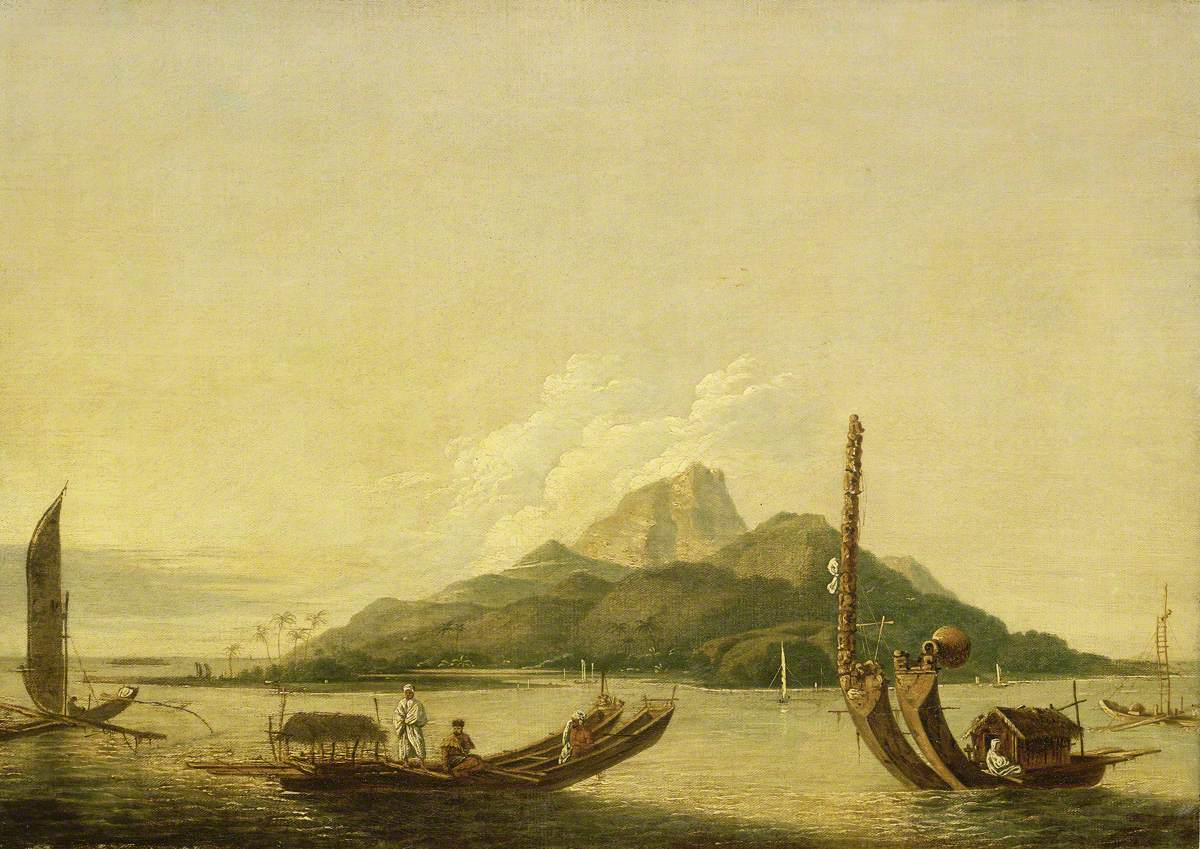
William Hodges, Tahiti

- Cook fährt nun nordwärts und erreicht nach einer überstandenen Gallenkolik am 11. März die Osterinsel. Anschließend segelt er durch den Tuamotu-Archipel und Melanesien nochmals nach Tahiti, wo er am 22. April ankommt, den Neuen Hebriden und nochmals Neuseeland. Das Schwesterschiff Adventure unter dem Kommando von Tobias Furneaux, zu dem Cook im Vorjahr endgültig den Kontakt verloren hat, hat sich inzwischen auf den Heimweg gemacht, wo es am 14. Juli eintrifft. Die Crew hat damit als erste die Erde auf östlichem Kurs umsegelt.
- 4. September: James Cook landet mit seiner Crew als erster Europäer auf der von ihm so bezeichneten Insel Neukaledonien. Die Resolution sticht am 10. November wieder in See und erreicht am 17. Dezember Kap Hoorn, das sie nach Weihnachten umrundet.

### Wirtschaft
- 5. Oktober: Die heutige Guardia di Finanza wird in Sardinien-Piemont unter dem Namen Legione Truppe Leggere als Grenzschutztruppe gegründet, die insbesondere für die Bekämpfung des Schmuggels zuständig ist.
- Die von Emanuel Christoph Klüpfel, Heinrich August Ottokar Reichard, Johann Wilhelm Dumpf, Schack Hermann Ewald und Ludwig Christian Lichtenberg in Gotha gegründete Rezensionszeitschrift  Gothaische gelehrte Zeitungen erscheinen erstmals. Verleger ist Carl Wilhelm Ettinger.

### Wissenschaft und Technik
- 1. August: Der Gelehrte Joseph Priestley beschreibt erstmals den Sauerstoff, den er jedoch nicht als chemisches Element erkennt.
- Johann Gottfried Herder veröffentlicht die geschichtsphilosophische Abhandlung Auch eine Philosophie der Geschichte zur Bildung der Menschheit.
- Während einer Pockenepidemie immunisiert der Landwirt Benjamin Jesty seine Familie mit einer Kuhpockenimpfung gegen die Krankheit.

#### Literatur und Theater

Illustration zum 1. Akt des „Götz“ von Johann Heinrich Ramberg

#### Musik und Musiktheater

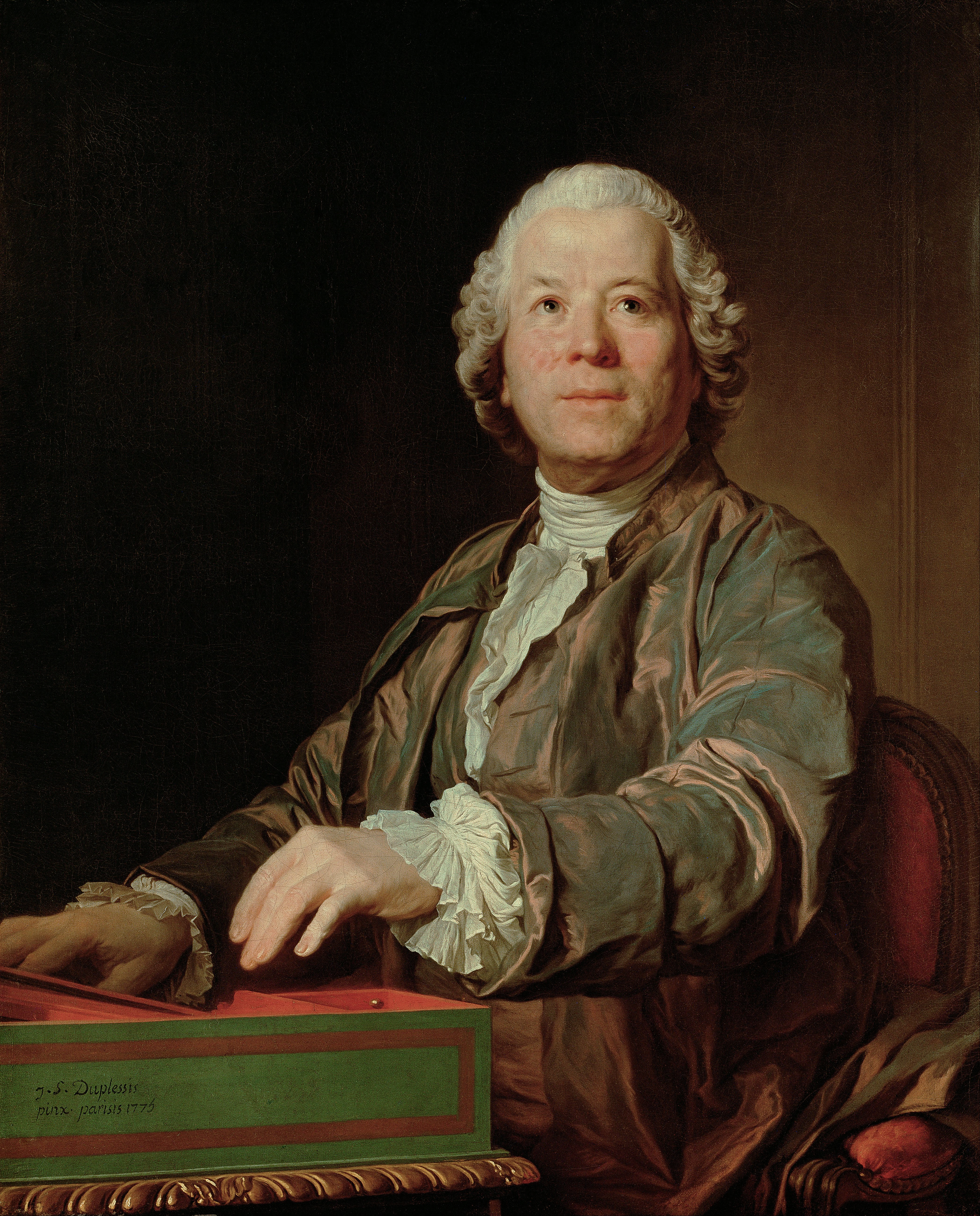
Christoph Willibald Gluck

### Gesellschaft

Die Reise von Denis Diderot

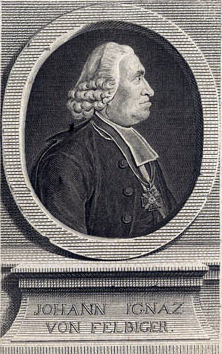
Johann Ignaz von Felbiger

### Natur und Umwelt

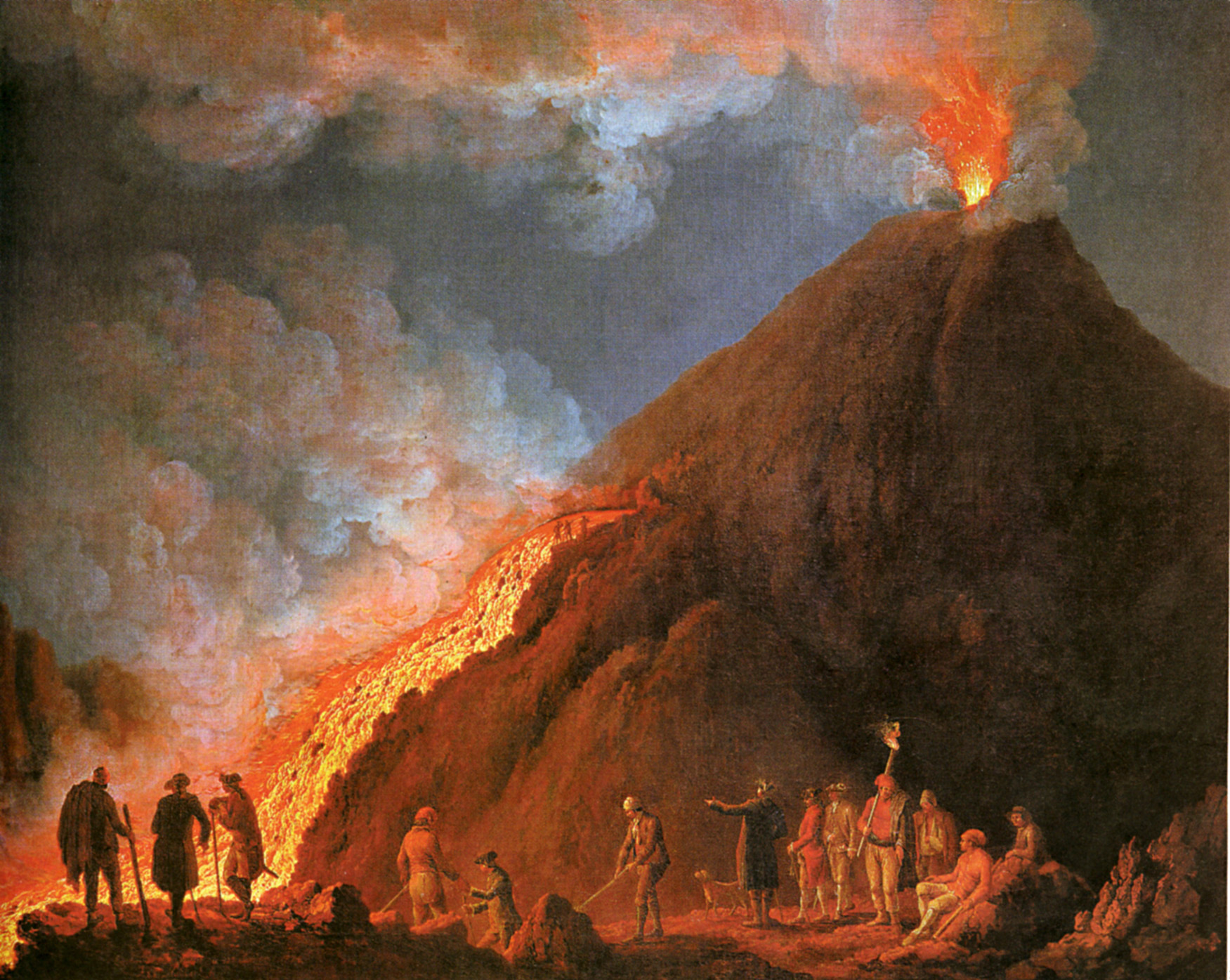
Jakob Philipp Hackert: Der Vesuvausbruch des Jahres 1774

### Zweites Quartal

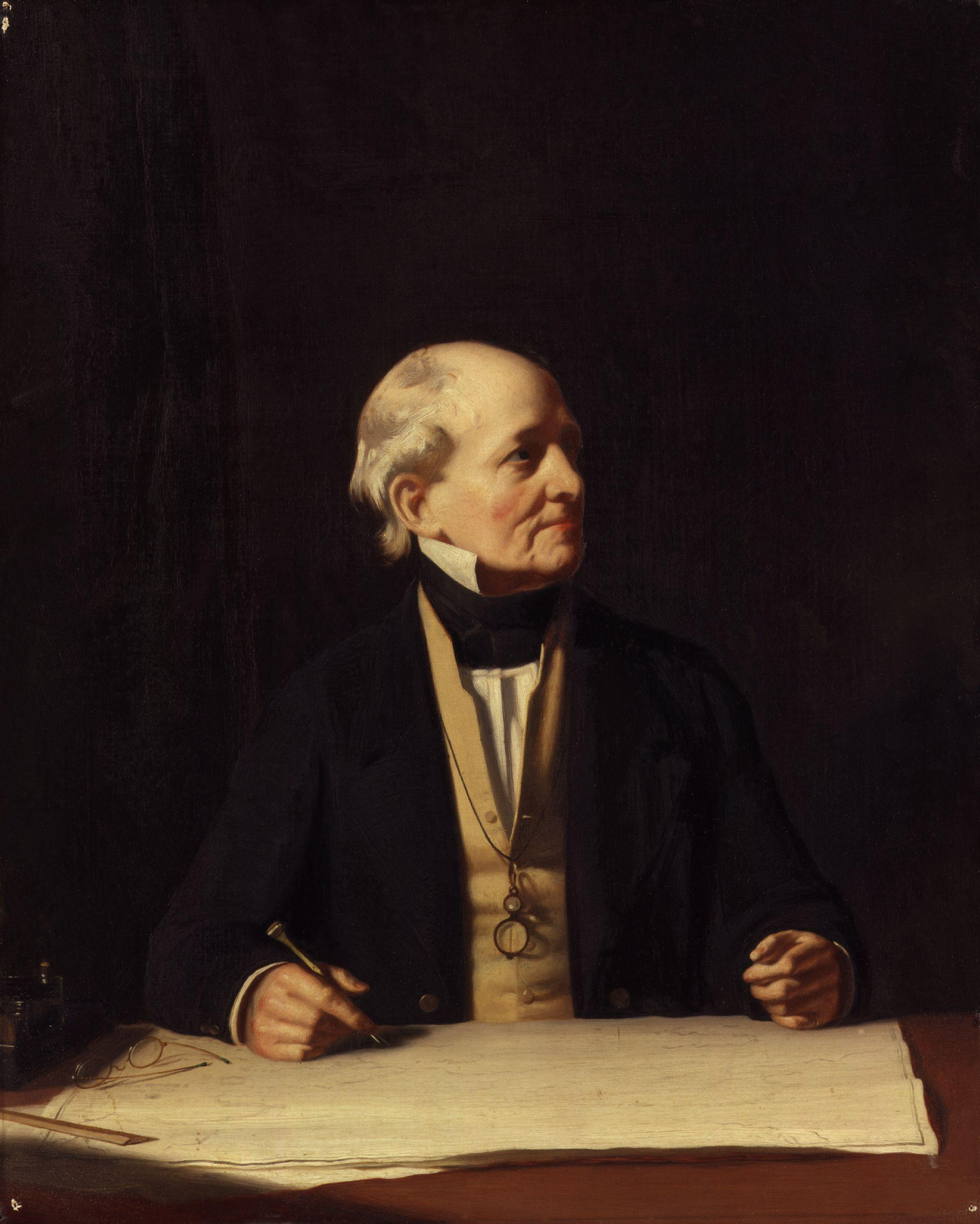
Francis Beaufort

### Drittes Quartal

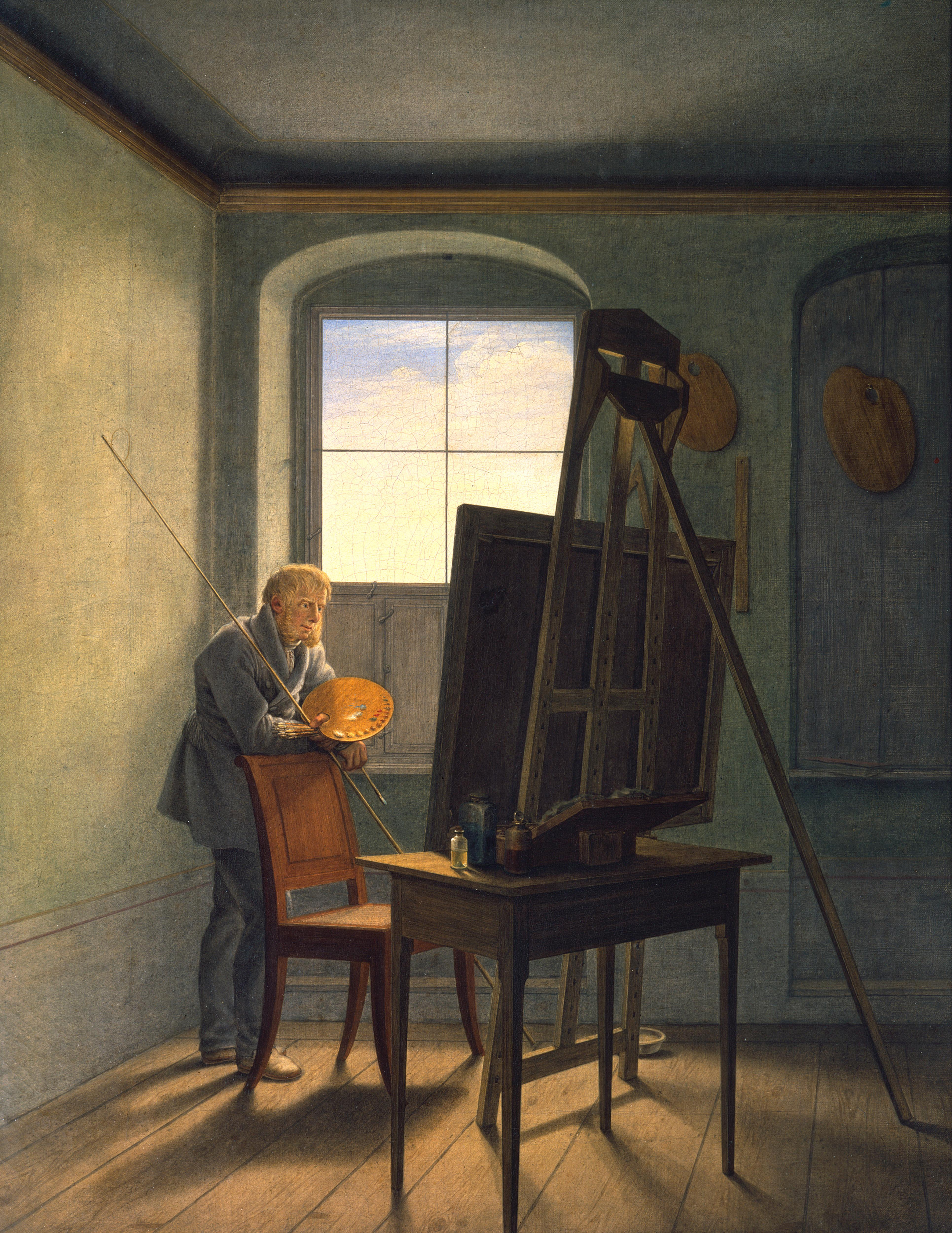
Caspar David Friedrich in seinem Atelier, 1819

### Kultur